# ヘルマン・ボボリル
ヘルマン・アリエル・ボボリル（Germán Ariel Voboril, 1987年5月5日 - ）は、アルゼンチン・ラヌース出身の元サッカー選手。現役時代のポジションはディフェンダー。

## 経歴
CAサン・ロレンソ・デ・アルマグロの下部組織出身。2006年9月2日のCAバンフィエルド戦でデビュー。2007クラウスーラを制した。アルゼンチンU-20代表として、2007年にカナダで開催されたFIFA U-20ワールドカップに出場した。
2014年からはラシン・クラブでプレー。2016年7月25日、ニューウェルズ・オールドボーイズにレンタル移籍で加入することが決定した。
2017年7月27日、カンペオナート・ナシオナルのCDウニベルシダ・カトリカと1年半の契約を交わした。

## タイトル

### クラブ
サン・ロレンソ
- プリメーラ・ディビシオン : 2006-07C
- コパ・リベルタドーレス : 2014

ラシン・クラブ
- プリメーラ・ディビシオン : 2014

ウニベルシダ・カトリカ
- プリメーラ・ディビシオン : 2018

### 代表
アルゼンチン U-20
- FIFA U-20ワールドカップ : 2007